# Witold Piekarski

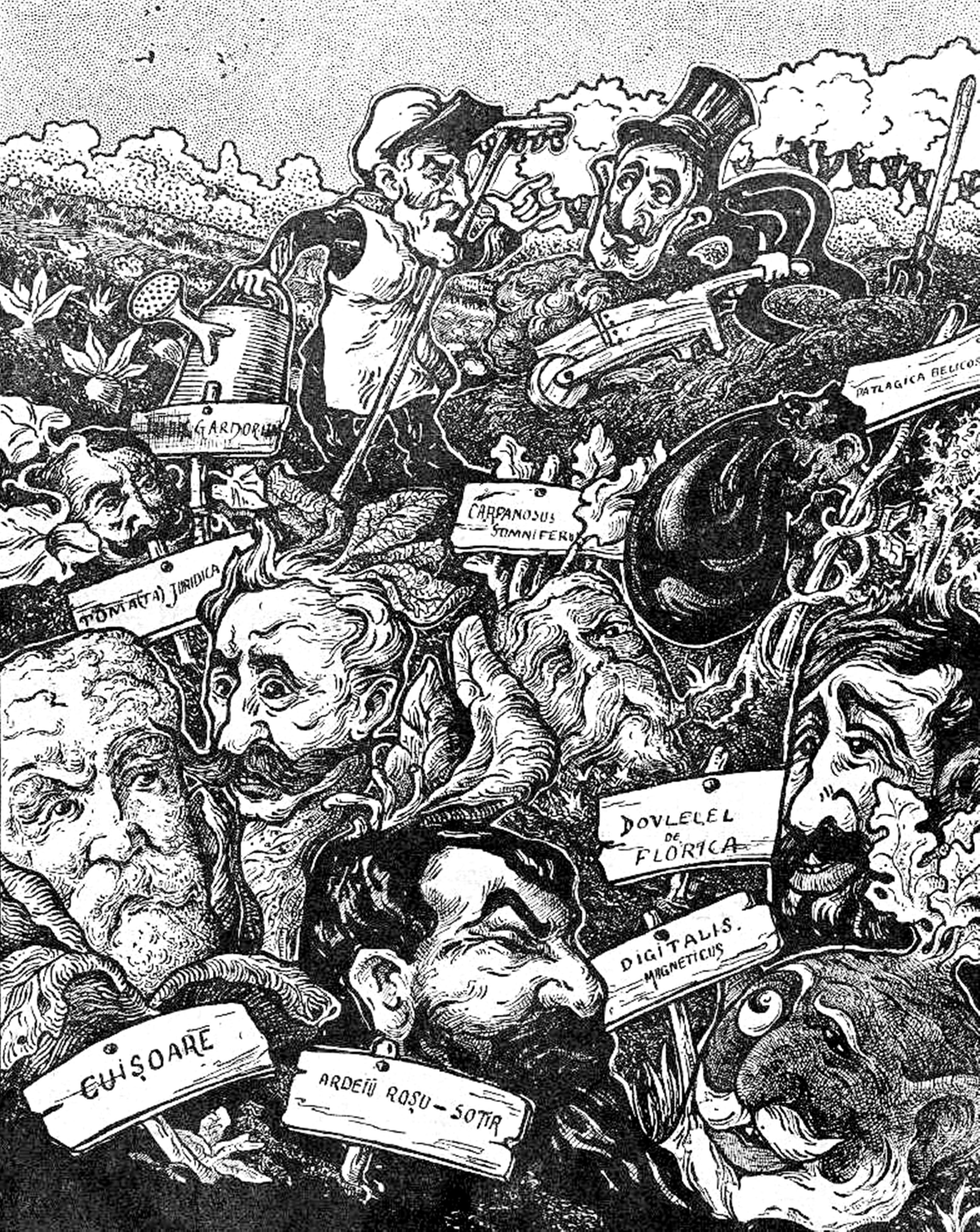
Polityczna karykatura w czasopiśmie Furnica (1908)

Witold Piekarski herbu Rola (ur. 1857 w Smoleńsku, zm. 21 października?/3 listopada 1909 w Bukareszcie), ps. Rola Piekarski, Rolla Piecarski, Izydor Loewenthal, Aleksander Miflet, Józef Miflet, Aleksander Pawłowski, Wł. R-a, Rola, W., Rusin, Tantal, W.P., W.R., Ignacy Zieliński, Józef Zieliński, Żyd i inne – polski działacz socjalistyczny, profesor sztuki zdobniczej, rysownik i karykaturzysta.
W 1880 był sądzony w procesie krakowskim Ludwika Waryńskiego i towarzyszy. Działał w Królestwie Polskim i w Galicji. W 1883 roku wydał w Genewie w swym tłumaczeniu i własnym nakładem Manifest komunistyczny Marksa i Engelsa, opatrzywszy go wstępem, przypisami i życiorysami autorów.
Do Rumunii przybył w roku 1887 po tym jako członek ruchu rewolucyjnego Polski i Bułgarii. Początkowo pracował w przedsiębiorstwie Jana Zalplachty eksploatującym złoża ropy naftowej. W 1891 roku został profesorem sztuki zdobniczej w gimnazjum w Slatinie, a rok później w Târgu Jiu. W latach 1904–1906 był dyrektorem szkoły zawodowej w Novaci.
W tym samym czasie dał się poznać jako rysownik i karykaturzysta; w Enciclopedia Română z 1904 roku określony został mianem „najwybitniejszego karykaturzysty Rumunii”. Współpracował z takimi rumuńskimi czasopismami jak: „Jiul”, „Amicul Tinerimii”, „Șezătoarea săteanului”, „Lumina satelor” (Światła wiosek), „Amicul copiilor” (Przyjaciel dzieci) należącymi do Bogdana P. Hasdeu i Zamfira Arbore oraz gazetami „Lumea nouă” (Nowy świat) i „Adevărul ilustrat” (Prawda ilustrowana). Publikował karykatury m.in. w „Furnica” (Mrówka), „Moș Teacă” i „Ardeiul”.